# Microsorum sarawakense
Microsorum sarawakense är en stensöteväxtart som först beskrevs av Bak., och fick sitt nu gällande namn av Holtt. Microsorum sarawakense ingår i släktet Microsorum och familjen Polypodiaceae. Inga underarter finns listade.